# Melsheim
Melsheim ist eine französische Gemeinde mit 567 Einwohnern (Stand 1. Januar 2021) im Département Bas-Rhin in der Region Grand Est (bis 2015 Elsass). Am 1. Januar 2015 wechselte die Gemeinde vom Arrondissement Strasbourg-Campagne zum Arrondissement Saverne. Sie ist Mitglied der Communauté de communes du Pays de la Zorn.

## Geschichte

### Mittelalter
1348 stellten sich die Einwohner von Melsheim unter den Schutz der Herren von Lichtenberg. Diese betrachteten das Dorf fortan als Allod und ordneten es ihrem Amt Buchsweiler zu, das am Anfang des 14. Jahrhunderts als Amt der Herrschaft Lichtenberg entstand war.
Anna von Lichtenberg (* 1442; † 1474), Tochter von Ludwig V. von Lichtenberg (* 1417; † 1474), und eine von zwei Erbtöchtern mit Ansprüchen auf die Herrschaft, heiratete 1458 den Grafen Philipp I. den Älteren von Hanau-Babenhausen (* 1417; † 1480). Der hatte eine kleine Sekundogenitur aus dem Bestand der Grafschaft Hanau erhalten, um sie heiraten zu können. Durch die Heirat entstand die Grafschaft Hanau-Lichtenberg. Nach dem Tod des letzten Lichtenbergers, Jakob von Lichtenberg, eines Onkels von Anna, erhielt Philipp I. d. Ä. 1480 die Hälfte der Herrschaft Lichtenberg. Die andere Hälfte gelangte an seinen Schwager, Simon IV. Wecker von Zweibrücken-Bitsch. Das Amt Buchsweiler – und damit auch Melsheim – gehörten zu dem Teil von Hanau-Lichtenberg, den die Nachkommen von Anna erbten.

### Neuzeit
Graf Philipp IV. von Hanau-Lichtenberg (1514–1590) führte nach seinem Regierungsantritt 1538 die Reformation in seiner Grafschaft konsequent durch, die nun lutherisch wurde.
Mit der Reunionspolitik Frankreichs unter König Ludwig XIV. kam das Amt Buchsweiler unter französische Oberhoheit. Nach dem Tod des letzten Hanauer Grafen, Johann Reinhard III. 1736, fiel das Hanau-Lichtenberg – und damit auch das Amt Buchsweiler – an den Sohn seiner einzigen Tochter, Charlotte, Landgraf Ludwig (IX.) von Hessen-Darmstadt. Mit dem durch die Französische Revolution begonnenen Umbruch wurde Melsheim französisch.

### Bevölkerungsentwicklung
| 1798 | 1962 | 1968 | 1975 | 1982 | 1990 | 1999 | 2006 | 2017 |
| ---- | ---- | ---- | ---- | ---- | ---- | ---- | ---- | ---- |
| 456  | 454  | 465  | 457  | 435  | 478  | 534  | 581  | 591  |